# Bahnstrecke Addis Abeba–Dschibuti
| |                          |                                        |                                        |
| Streckenlänge: | 756 km                   |                                        |                                        |
| Spurweite: | 1435 mm (Normalspur)     |                                        |                                        |
| Stromsystem: | 25 KV 50 Hz ~            |                                        |                                        |
| Streckengeschwindigkeit: | 160 km/h                 |                                        |                                        |
| Zweigleisigkeit: | Sebeta–Addis Abeba–Adama |                                        |                                        |
| |                          |                                        |                                        |
| \| \| \| Sebeta \| \| \| \| Addis Ababa-Lebu \| \| \| \| Addis Ababa-Kality \| \| \| \| Bishoftu \| \| \| \| Modjo \| \| \| \| Adama \| \| \| \| Welenchiti \| \| \| \| Metehara \| \| \| \| Bahnstrecke Awash–Hara Gebeya (im Bau) \| \| \| \| Awash \| \| \| \| Asebot \| \| \| \| Mieso \| \| \| \| Mulu \| \| \| \| Afdem \| \| \| \| Bike \| \| \| \| Erer \| \| \| \| Dirē Dawa \| \| \| \| Shinle \| \| \| \| Harewa \| \| \| \| Adi Gala \| \| \| \| Aysha \| \| \| \| Dewele \| \| \| \| Äthiopien/Dschibuti \| \| \| \| Guelile \| \| \| \| Ali Sabieh \| \| \| \| Dschibuti Nagad \| \| \| \| Port Doraleh \| |                          |                                        |                                        |
| Kopfbahnhof Streckenanfang |                          | Sebeta                                 | Sebeta                                 |
| Bahnhof |                          | Addis Ababa-Lebu                       | Addis Ababa-Lebu                       |
| Bahnhof |                          | Addis Ababa-Kality                     | Addis Ababa-Kality                     |
| Bahnhof |                          | Bishoftu                               | Bishoftu                               |
| Bahnhof |                          | Modjo                                  | Modjo                                  |
| Bahnhof |                          | Adama                                  | Adama                                  |
| Bahnhof |                          | Welenchiti                             | Welenchiti                             |
| Bahnhof |                          | Metehara                               | Metehara                               |
| Abzweig geradeaus und ehemals nach links |                          | Bahnstrecke Awash–Hara Gebeya (im Bau) | Bahnstrecke Awash–Hara Gebeya (im Bau) |
| Bahnhof |                          | Awash                                  | Awash                                  |
| Bahnhof |                          | Asebot                                 | Asebot                                 |
| Bahnhof |                          | Mieso                                  | Mieso                                  |
| Bahnhof |                          | Mulu                                   | Mulu                                   |
| Bahnhof |                          | Afdem                                  | Afdem                                  |
| Bahnhof |                          | Bike                                   | Bike                                   |
| Bahnhof |                          | Erer                                   | Erer                                   |
| Bahnhof |                          | Dirē Dawa                              | Dirē Dawa                              |
| Bahnhof |                          | Shinle                                 | Shinle                                 |
| Bahnhof |                          | Harewa                                 | Harewa                                 |
| Bahnhof |                          | Adi Gala                               | Adi Gala                               |
| Bahnhof |                          | Aysha                                  | Aysha                                  |
| Bahnhof |                          | Dewele                                 | Dewele                                 |
| Grenze |                          | Äthiopien/Dschibuti                    | Äthiopien/Dschibuti                    |
| Bahnhof |                          | Guelile                                | Guelile                                |
| Bahnhof |                          | Ali Sabieh                             | Ali Sabieh                             |
| Bahnhof |                          | Dschibuti Nagad                        | Dschibuti Nagad                        |
| Betriebs-/Güterbahnhof Streckenende |                          | Port Doraleh                           | Port Doraleh                           |

Die Bahnstrecke Addis Abeba–Dschibuti ist eine 2016 eröffnete, normalspurige und elektrifizierte Eisenbahnstrecke zwischen Addis Abeba und Dschibuti.

## Eisenbahninfrastruktur

### Strecke
Die Strecke ist 728 km lang, überwiegend eingleisig, und wird im elektrifizierten Teil mit einer Wechselspannung von 25 kV betrieben. Die zulässige Höchstgeschwindigkeit im Personenverkehr beträgt 160 km/h, im Güterverkehr 120 km/h. Das maximale Zuggewicht beträgt 3000 Tonnen.
Der Bahnstrom wird entlang der Bahnstrecke mit Hochspannung von 230 kV und 130 kV übertragen. Entlang der Strecke befinden sich acht Umspannwerke für die elektrische Versorgung der einzelnen Streckenabschnitte. Der letzte Streckenabschnitt in Dschibuti zwischen Djibouti-Nagad und Port Doraleh ist aus Sicherheitsgründen im Bereich der Verladekräne nicht elektrifiziert und wird mit Diesellokomotiven betrieben.
Die Strecke verläuft in Abschnitten parallel zur aufgelassenen, zwischen 1894 und 1917 errichteten Meterspurstrecke zwischen Addis Abeba und Dschibuti auf einer neuen Trasse, nutzt keine Infrastruktur der historischen Strecke und ist knapp 30 km kürzer als sie. Das 115 Kilometer lange Teilstück der Neubaustrecke zwischen Addis Abeba und Adama ist zweigleisig.

### Bahnhöfe
Für den Reiseverkehr wurde als Hauptbahnhof in Addis Abeba der Bahnhof Addis Abeba Lebu in dem gleichnamigen, südwestlich vom Stadtkern gelegenen Vorort errichtet. Die Gestaltung des im September 2015 fertig gestellten dreistöckigen Empfangsgebäudes soll Bezug auf das kulturelle Erbe der Oromo nehmen. Die Geschossfläche des Gebäudes beträgt 8300 Quadratmeter.
Auch alle übrigen Bahnhöfe der Strecke wurden neu und in Ortsrandlagen der Städte, die sie bedienen, errichtet. Teilweise befinden sich die Bahnhöfe weit außerhalb, beispielsweise liegt die Bahnstation von Dirē Dawa in 10 Kilometer Entfernung vom Stadtzentrum.

## Wirtschaftliche Bedeutung
Die Bahnstrecke verbindet das Binnenland Äthiopien mit dem nächstgelegenen Hafen, Dschibuti. 2011 wurden 70 Prozent des äthiopischen Außenhandels über diesen Hafen abgewickelt.

## Geschichte

### Schmalspurstrecke
Vorgänger der Strecke war eine zwischen 1894 und 1917 von einer französischen Gesellschaft errichtete, 784 km lange Meterspurstrecke. Sie wurde nach Eröffnung der Normalspurstrecke zu einem erheblichen Teil aufgegeben. Ein Restverkehr mit einem wöchentlichen Zug zwischen Dire Dawa und Dschibuti soll im Frühjahr 2019 noch gefahren sein.

### Normalspurstrecke

#### Planung, Vergabe und Finanzierung
2011 vergab die Ethiopian Railway Corporation Verträge an zwei staatliche chinesische Unternehmen, um eine Normalspurstrecke von Addis Abeba zur dschibutischen Grenze zu errichten. Den 320 Kilometer langen Abschnitt von Addis Abeba nach Mieso errichtete die China Railway Group, den 339 Kilometer langen Abschnitt von Mieso zur dschibutischen Grenze die China Civil Engineering Construction. 2012 vergab Dschibuti einen Auftrag im Wert von 505 Millionen US-Dollar, das 100 Kilometer lange Teilstück von der äthiopischen Grenze bis zum Hafen von Dschibuti zu errichten, ebenfalls an die China Civil Engineering Construction.
Die Kosten beliefen sich insgesamt auf etwa 3,3 Milliarden US-Dollar / 3 Milliarden Euro. 70 Prozent davon wurden von der China Exim-Bank als Kredite zur Verfügung gestellt, wovon 2,4 Milliarden US-Dollar in die Errichtung des äthiopischen Streckenabschnitts, der Rest in den in Dschibuti liegenden Teil flossen. An der Finanzierung waren neben der China Exim-Bank die China Development Bank und die Industrial and Commercial Bank of China beteiligt.

#### Bau
Im Abschnitt Mieso–Dschibuti wurde die Gleisverlegung im Juni 2015 abgeschlossen, im Oktober 2015 waren 87 % der Strecke fertiggestellt. Aufgrund einer Dürre und der dadurch steigenden Lebensmittelimporte fand eine Teilinbetriebnahme statt: Am 20. November 2015 befuhr ein erster Güterzug mit Lebensmitteln die Strecke bis Merebe Mermersa 112 Kilometer südlich von Addis Abeba.

#### Eröffnung
Die Strecke wurde am 5. Oktober 2016 von den Präsidenten Äthiopiens und Djiboutis eröffnet. Der planmäßige Verkehr wurde im Januar 2018 aufgenommen.

## Fahrzeuge
Die Fahrzeuge sind mit Janney-Kupplungen ausgerüstet. Von CSR Zhuzhou werden 35 Elektrolokomotiven des Typs HXD1C erworben, die 7,2 MW Leistung erbringen.

## Betrieb

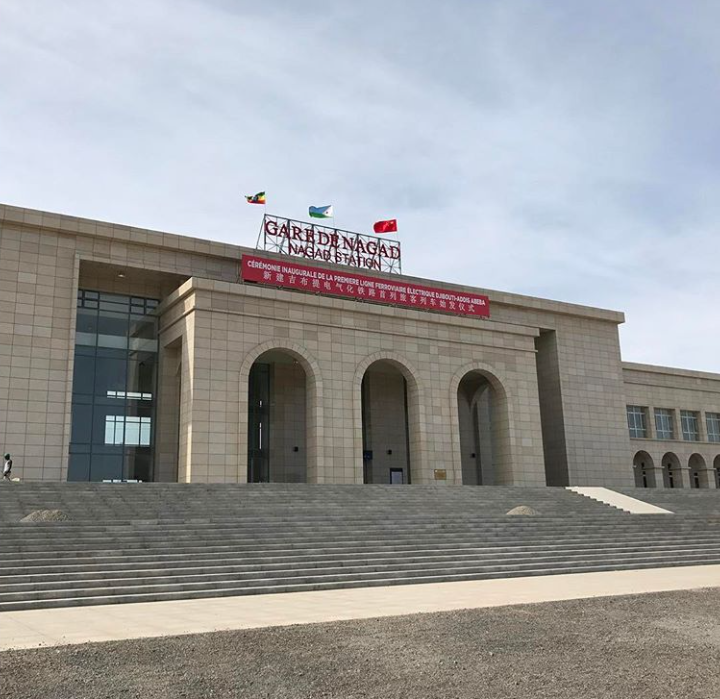
Bahnhof Nagad, Endbahnhof für den Personenverkehr bei Dschibuti.

Der Personenverkehr auf der neuen Strecke hat sich nicht so entwickelt wie erhofft. Das liegt unter anderem daran, dass die Fahrpreise für einen Teil der potentiellen Kunden zu hoch sind, die Endbahnhöfe an beiden Seiten der Strecke weit von den Stadtzentren entfernt liegen und unterwegs nur die Bahnhöfe Adama, Dire Dawa und Ali Sabieh bedient werden. Zahlreiche potentielle Fahrgäste in Orten an der Strecke, die zudem nur eine schlechte Straßenanbindung haben, werden so nicht erreicht. Dies führt dazu, dass die Verbindung nur alle zwei Tage bei Abfahrt von Addis Abeba an ungeraden Tagen (außer dem 31. eines Monats) und von Dschibuti an geraden Tagen angeboten wird. Die planmäßige Reisezeit beträgt 12 Stunden und 40 Minuten, was einer durchschnittlichen Reisegeschwindigkeit von knapp 60 km/h entspricht.